# Maja Jaku

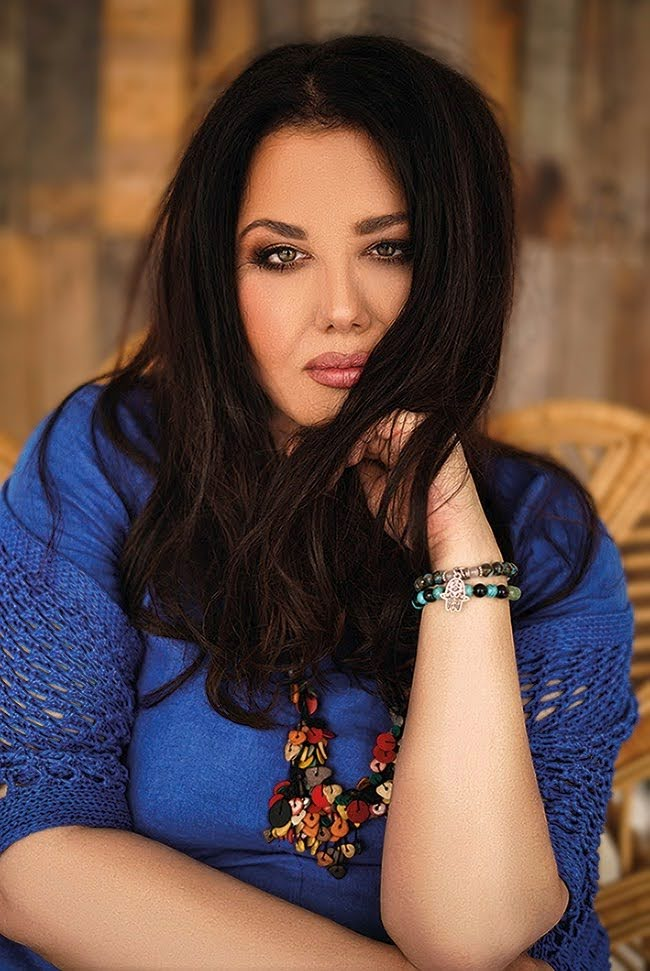
Maja Jaku (2022)

Maja Jaku (* 24. Oktober 1971 in Mitrovica als Marija Jakupović) ist eine österreichische Jazz- und Soulsängerin jugoslawischer bzw. kosovarischer Herkunft.

## Leben und Wirken
Jaku wuchs in einer musischen Familie auf; ihr Vater war der Jazztrompeter und Kunstmaler Ljuba Jakupovič und ihr Großvater war Opernsänger. Als Kind hörte sie hauptsächlich Jazz- und Soulmusik. Auch sang sie bei Kinderfestivals live im Fernsehen; mit 14 Jahren gründete sie ihre erste Band, mit der sie einige Preise gewann. Mit 18 Jahren migrierte sie aufgrund der politischen Konflikte nach Österreich. 1991 begann sie ein Jazzgesangsstudium an der Hochschule für Musik und darstellende Kunst Graz bei Mark Murphy, Andy Bey, Sheila Jordan und Jay Clayton.
Als Sängerin in Gerd Schullers Band Attack trat Jaku auf vielen Jazzfestivals auf; 1996 war sie an deren CD No Compromise beteiligt. Im selben Jahre spielte sie in der Inszenierung der Oper Graz von Hair mit der „Ronny“ eine der Hauptfiguren des Musicals. Außerdem erhielt sie eine Rolle als Gesangssolistin im Musical Godspell in der Produktion der Bühnen Graz.
2002 veröffentlichte Jaku bei Extraplatte ihr Debütalbum Talking Jazzik, auf dem Jazzgrößen wie Karlheinz Miklin und Fritz Pauer mitwirkten. Sie sang auch mit der Big Band RTV Beograd und dem Orchester von Sigi Feigl. 2006 erschien ihr zweites Album Message (PG Records); Sascha Mutić, Jure Pukl, Milan Nikolić, Johnathan Blake, Vanja Kevresan und Andjelko Stupar waren ihre Begleiter. Für ihr Album The Universe Makes No Mistakes, das 2013 bei ATS-Records erschien und zwischen Neo Soul und New Jazz angesiedelt ist, schrieb der amerikanische Produzent Ty Macklin alle Songs. Im April 2018 veröffentlichte sie beim Label Universal die von Alex Deutsch produzierte Single „Cross My Heart“; im selben Jahr trat sie beim Jazz Fest Wien auf. Ihr viertes Album Soul Searching, zu dem Dave Scott und Jim Rotondi Kompositionen und Arrangements beisteuerten, erschien 2022 wiederum bei ATS.
Jaku, die seit 2018 in Wien lebt, lehrt zudem als Universitätsprofessorin an der Jam Music Lab Privatuniversität.

## Diskographische Hinweise
- 2002: Talking Jazzik (Extraplatte)
- 2006: Message (PG-Records)
- 2013: The Universe Makes No Mistakes (ATS-Records)
- 2022: Soul Searching (ATS-Records)